# 阿部完市
阿部 完市（あべ かんいち、1928年1月25日 - 2009年2月19日）は、俳人、精神科医。
東京生まれ。金沢医科大学付属医学専門部（現金沢大学医学部）卒。1950年より勤務先の病院の俳句グループで作句をはじめる。1951年、日野草城の「青玄」入会、1952年西村白雲郷の「未完」入会、1953年高柳重信の「俳句評論」入会。1962年、金子兜太の「海程」4号より入会、同人。1965年第2回海程賞、1970年第17回現代俳句協会賞。1974年より「海程」編集長。現代俳句協会、国際俳句交流協会、日本ペンクラブ会員。現代俳句協会では1997年から2008年まで副会長を務めた。句集に『無帽』『絵本の空』『純白諸事』『軽のやまめ』など、評論に『俳句幻形』『俳句心景』など。2009年、81歳で死去。

## 作品
代表的な句に
- 少年来る無心に充分に刺すために
- ローソクもつてみんなはなれてゆきむほん
- 栃木にいろいろ雨のたましいもいたり
- 精神はぽつぺんは言うぞぽつぺん
- きつねいてきつねこわれていたりけり

など。有季定型や客観写生に縛られない独特の韻律で、内容的に意味の取れないような句もしばしばある。意味性以前の言葉の無意識性にまで遡ろうとする前衛的な句風である。医師であった完市は30代のころ、LSDを服用してその様子を自己観察し、その上で俳句を作るという実験も行った。このときの体験は完市にとって「無意識」を実感させた一大事件であったという。このときの句は未刊句集『証』として全句集に収録されている。